# Jenaro Herrera (distrito)
Jenaro Herrera é um dos dez distritos que formam a Província de Requena, situada no Departamento de Loreto e pertencente a Região Loreto, no Peru.

## Transporte
O distrito de Jenaro Herrera é servido pela seguinte rodovia:
- LO-105, que liga o distrito à cidade de Atalaia do Norte(Amazonas) - (Fronteira Brasil-Peru)[1][2][3]